# Temporada 2018 de ADAC Fórmula 4
El Campeonato de Fórmula 4 ADAC 2018 fue la cuarta temporada de la Fórmula 4 ADAC, una serie de carreras de motor de ruedas abiertas. Fue un campeonato de automovilismo de múltiples eventos que contó con pilotos que competían en autos de carrera de un solo asiento Tatuus - Abarth de 1.4 litros que cumplían con las regulaciones técnicas del campeonato. Comenzó el 14 de abril en Oschersleben y terminó el 23 de septiembre en Hockenheim después de siete rondas de triple cabeza.
El campeonato estuvo dominado por US Racing. Su piloto de CHRS Lirim Zendeli, que se aseguró el título después de la tercera carrera en Nürburgring. Extendió su cuenta de victorias a diez con la victoria en la final de temporada en Hockenheim. Su éxito fue clave para su escudería y la ganancia por su parte del título de los equipos. El piloto de Van Amersfoort Racing, Liam Lawson, perdió ante Zendeli por 114 puntos con victorias en Lausitz y Spielberg. El piloto de Prema Theodore Racing, Enzo Fittipaldi, fue tercero con solo una victoria, en Spielberg. Los compañeros de equipo de Lawson, Frederik Vesti y Charles Weerts, obtuvieron la victoria en Hockenheim y Nürburgring, completando los cinco primeros en la clasificación. David Schumacher ganó el título de novato, derrotando a su compatriota alemán Niklas Krütten por 31 puntos.

## Equipos y pilotos
| Equipo                  | N.º. | Pilotos             | Status | Rondas  |
| ----------------------- | ---- | ------------------- | ------ | ------- |
| Van Amersfoort Racing   | 2    | Frederik Vesti      |        | Todas   |
| Van Amersfoort Racing   | 21   | Charles Weerts      |        | Todas   |
| Van Amersfoort Racing   | 22   | Lucas Alecco Roy    |        | Todas   |
| Van Amersfoort Racing   | 23   | Joey Alders         | R      | Todas   |
| Van Amersfoort Racing   | 30   | Liam Lawson         |        | Todas   |
| Prema Theodore Racing   | 3    | Caio Collet         | R      | 7       |
| Prema Theodore Racing   | 5    | Gianluca Petecof    | R      | Todas   |
| Prema Theodore Racing   | 33   | Jack Doohan         | R      | 2,5-6   |
| Prema Theodore Racing   | 64   | Olli Caldwell       |        | Todas   |
| Prema Theodore Racing   | 74   | Enzo Fittipaldi     |        | Todas   |
| ADAC Berlin-Brandenburg | 4    | Niklas Krütten      | R      | Todas   |
| ADAC Berlin-Brandenburg | 6    | Ido Cohen           | R      | 1-6     |
| ADAC Berlin-Brandenburg | 26   | Leon Köhler         | R      | Todas   |
| ADAC Berlin-Brandenburg | 34   | Amaury Cordeel      | R      | 4-5     |
| US Racing– CHRS         | 9    | Petr Ptáček         | I      | 7       |
| US Racing– CHRS         | 27   | David Schumacher    | R      | Todas   |
| US Racing– CHRS         | 28   | Mick Wishofer       |        | Todas   |
| US Racing– CHRS         | 44   | Lirim Zendeli       |        | Todas   |
| US Racing– CHRS         | 95   | Tom Beckhäuser      |        | Todas   |
| KIC Driving Academy     | 10   | Konsta Lappalainen  |        | 1,3,5-6 |
| KIC Driving Academy     | 69   | Jesse Salmenautio   | I      | 1,5     |
| Jenzer Motorsport       | 11   | Giorgio Carrara     | I      | 5       |
| Jenzer Motorsport       | 12   | Federico Malvestiti | I      | 5       |
| Jenzer Motorsport       | 16   | Grégoire Saucy      | I      | 5       |
| KDC Racing              | 13   | Aaron di Comberti   |        | 1-3     |
| KDC Racing              | 14   | Leonardo Lorandi    |        | 1-3     |
| Neuhauser Racing        | 80   | Andreas Estner      |        | 1-5     |
| Neuhauser Racing        | 81   | Sebastian Estner    | R      | 1-5     |
| Václav Šafář            | 98   | Václav Šafář        | I      | 5       |

| Icono | Legenda                                                  |
| ----- | -------------------------------------------------------- |
| R     | Rookie                                                   |
| I     | Los conductores invitados no elegibles para sumar puntos |

## Calendario de carreras
Las sedes para la temporada 2018 se anunciaron el 19 de diciembre de 2017 con la primera ronda de Hockenheim y la ronda de Lausitz como eventos de apoyo del Deutsche Tourenwagen Masters 2018, mientras que otros eventos estaban programados para apoyar el ADAC GT Masters 2018. El calendario se modificó el 26 de marzo de 2018, ocupando el lugar en el paquete de soporte del Gran Premio de Alemania 2018, debutando para ADAC Fórmula 4 en el programa de fin de semana de Fórmula 1 y convirtiéndose en la primera carrera de FIA de Fórmula 4 en el lugar de fin de semana de Fórmula 1 en Europa.
| Ronda | Ronda | Circuito                                    | Facha            | Posición de pole | Vuelta rápida   | Piloto ganador  | Equipo ganador          | Ganador rookie   |
| ----- | ----- | ------------------------------------------- | ---------------- | ---------------- | --------------- | --------------- | ----------------------- | ---------------- |
| 1     | R1    | Motorsport Arena Oschersleben, Oschersleben | 14 de abril      | Lirim Zendeli    | Mick Wishofer   | Lirim Zendeli   | US Racing– CHRS         | David Schumacher |
| 1     | R2    | Motorsport Arena Oschersleben, Oschersleben | 14 de abril      | Lirim Zendeli    | Lirim Zendeli   | Lirim Zendeli   | US Racing– CHRS         | Gianluca Petecof |
| 1     | R3    | Motorsport Arena Oschersleben, Oschersleben | 15 de abril      |                  | Mick Wishofer   | Olli Caldwell   | Prema Theodore Racing   | Niklas Krütten   |
| 2     | R1    | Hockenheimring, Hockenheim                  | 5 de mayo        | Lirim Zendeli    | Lirim Zendeli   | Lirim Zendeli   | US Racing– CHRS         | David Schumacher |
| 2     | R2    | Hockenheimring, Hockenheim                  | 5 de mayo        | Lirim Zendeli    | Lirim Zendeli   | Lirim Zendeli   | US Racing– CHRS         | Joey Alders      |
| 2     | R3    | Hockenheimring, Hockenheim                  | 6 de mayo        |                  | Mick Wishofer   | Mick Wishofer   | US Racing– CHRS         | Niklas Krütten   |
| 3     | R1    | EuroSpeedway Lausitz, Klettwitz             | 19 de mayo       | Lirim Zendeli    | Enzo Fittipaldi | Liam Lawson     | Van Amersfoort Racing   | Ido Cohen        |
| 3     | R2    | EuroSpeedway Lausitz, Klettwitz             | 19 de mayo       | Lirim Zendeli    | Charles Weerts  | Lirim Zendeli   | US Racing – CHRS        | David Schumacher |
| 3     | R3    | EuroSpeedway Lausitz, Klettwitz             | 20 de mayo       |                  | Frederik Vesti  | Liam Lawson     | Van Amersfoort Racing   | Niklas Krütten   |
| 4     | R1    | Red Bull Ring, Spielberg                    | 9 de junio       | Enzo Fittipaldi  | Charles Weerts  | Enzo Fittipaldi | Prema Theodore Racing   | David Schumacher |
| 4     | R2    | Red Bull Ring, Spielberg                    | 9 de junio       | Enzo Fittipaldi  | Enzo Fittipaldi | Lirim Zendeli   | US Racing– CHRS         | Niklas Krütten   |
| 4     | R3    | Red Bull Ring, Spielberg                    | 10 de junio      |                  | Enzo Fittipaldi | Liam Lawson     | Van Amersfoort Racing   | Niklas Krütten   |
| 5     | R1    | Hockenheimring, Hockenheim                  | 21 de julio      | Frederik Vesti   | Lirim Zendeli   | Frederik Vesti  | Van Amersfoort Racing   | David Schumacher |
| 5     | R2    | Hockenheimring, Hockenheim                  | 22 de julio      | Liam Lawson      | Lirim Zendeli   | Lirim Zendeli   | US Racing– CHRS         | Jack Doohan      |
| 6     | R1    | Nürburgring, Nürburg                        | 4 de agosto      | Lirim Zendeli    | Frederik Vesti  | Lirim Zendeli   | US Racing– CHRS         | David Schumacher |
| 6     | R2    | Nürburgring, Nürburg                        | 4 de agosto      | Lirim Zendeli    | Frederik Vesti  | Frederik Vesti  | Van Amersfoort Racing   | David Schumacher |
| 6     | R3    | Nürburgring, Nürburg                        | 5 de agosto      |                  | Jack Doohan     | Niklas Krütten  | ADAC Berlin-Brandenburg | Niklas Krütten   |
| 7     | R1    | Hockenheimring, Hockenheim                  | 22 de septiembre | Liam Lawson      | Lirim Zendeli   | Charles Weerts  | Van Amersfoort Racing   | David Schumacher |
| 7     | R2    | Hockenheimring, Hockenheim                  | 22 de septiembre | Liam Lawson      | Lirim Zendeli   | Lirim Zendeli   | US Racing– CHRS         | Caio Collet      |
| 7     | R3    | Hockenheimring, Hockenheim                  | 23 de septiembre |                  | Lirim Zendeli   | Lirim Zendeli   | US Racing– CHRS         | Leon Köhler      |

## Clasificación del campeonato
Se otorgaron puntos a los 10 primeros clasificados en cada carrera. No se otorgaron puntos por la pole position o la vuelta rápida.
| Posición | 1º | 2º | 3º | 4º | 5º | 6º | 7º | 8º | 9º | 10º |
| Puntos   | 25 | 18 | 15 | 12 | 10 | 8  | 6  | 4  | 2  | 1   |

### Copa de los pilotos
| Pos                                    | Pilotos             | OSC | OSC | OSC | HOC1 | HOC1 | HOC1 | LAU | LAU | LAU | RBR | RBR | RBR | HOC2 | HOC2 | NÜR | NÜR | NÜR | HOC3 | HOC3 | HOC3 | Pts |
| -------------------------------------- | ------------------- | --- | --- | --- | ---- | ---- | ---- | --- | --- | --- | --- | --- | --- | ---- | ---- | --- | --- | --- | ---- | ---- | ---- | --- |
| 1                                      | Lirim Zendeli       | 1   | 1   | Ret | 1    | 1    | 3    | 11  | 1   | 4   | 4   | 1   | 5   | 3    | 1    | 1   | 2   | 5   | 7    | 1    | 1    | 348 |
| 2                                      | Liam Lawson         | 3   | 17  | 17  | 2    | 2    | 6    | 1   | 2   | 1   | 3   | 6   | 1   | 2    | 18   | 6   | 15  | 14  | 2    | 3    | 16   | 234 |
| 3                                      | Enzo Fittipaldi     | 4   | 3   | 2   | 5    | Ret  | 7    | 2   | 6   | 6   | 1   | 2   | 18  | 4    | 3    | 2   | 3   | 3   | 5    | Ret  | 14   | 223 |
| 4                                      | Frederik Vesti      | 6   | 2   | 4   | 6    | 3    | 8    | Ret | Ret | 5   | 2   | 5   | 2   | 1    | 11   | 3   | 1   | 6   | 3    | Ret  | 13   | 211 |
| 5                                      | Charles Weerts      | Ret | 4   | 3   | 7    | 4    | 4    | 10  | 5   | 2   | 5   | Ret | 8   | 8    | 8    | 7   | 5   | 4   | 1    | 4    | 2    | 195 |
| 6                                      | Mick Wishofer       | 2   | Ret | 7   | Ret  | 7    | 1    | 3   | 4   | 3   | 9   | 3   | 6   | 14   | Ret  | 8   | 16  | Ret | 4    | 2    | 8    | 160 |
| 7                                      | Olli Caldwell       | 10  | 8   | 1   | 3    | 15   | 10   | Ret | 3   | 7   | 8   | 4   | 4   | Ret  | 2    | Ret | 9   | 7   | 10   | 12   | 9    | 125 |
| 8                                      | Niklas Krütten      | 9   | 9   | 5   | Ret  | 8    | 2    | Ret | 12  | 8   | 12  | 7   | 3   | Ret  | 9    | 9   | 7   | 1   | 12   | 8    | 7    | 108 |
| 9                                      | David Schumacher    | 5   | 13  | 13  | 4    | 9    | 15   | 9   | 7   | 18  | 6   | Ret | 7   | 5    | 12   | 4   | 4   | 8   | 6    | 14   | 5    | 103 |
| 10                                     | Gianluca Petecof    | 8   | 6   | 15  | Ret  | 18   | 9    | Ret | Ret | 9   | 7   | Ret | 17  | 6    | 7    | 5   | 6   | 2   | Ret  | 7    | 4    | 92  |
| 11                                     | Joey Alders         | Ret | 11  | 6   | Ret  | 5    | 11   | Ret | 8   | 14  | 11  | Ret | 10  | 9    | 6    | Ret | 10  | Ret | 9    | 10   | 15   | 44  |
| 12                                     | Jack Doohan         |     |     |     | 8    | 6    | 5    |     |     |     |     |     |     | 12   | 4    | Ret | Ret | 12  |      |      |      | 35  |
| 13                                     | Leon Köhler         | 12  | 10  | 16  | Ret  | 12   | 16   | Ret | 10  | 10  | 14  | 9   | 11  | 17   | Ret  | 10  | 8   | Ret | Ret  | 6    | 3    | 33  |
| 14                                     | Andreas Estner      | 13  | 5   | Ret | 9    | 16   | Ret  | 5   | Ret | 19  | 17  | 8   | 9   | 16   | 14   |     |     |     |      |      |      | 28  |
| 15                                     | Konsta Lappalainen  | 7   | DSQ | 11  |      |      |      | 4   | 15  | 11  |     |     |     | 20   | 22†  | 12  | 13  | 11  |      |      |      | 19  |
| 16                                     | Caio Collet         |     |     |     |      |      |      |     |     |     |     |     |     |      |      |     |     |     | 14   | 5    | 6    | 18  |
| 17                                     | Leonardo Lorandi    | Ret | 7   | 14  | 11   | Ret  | 18   | 6   | 11  | Ret |     |     |     |      |      |     |     |     |      |      |      | 14  |
| 18                                     | Lucas Alecco Roy    | 16  | 12  | 8   | Ret  | 11   | 12   | Ret | 9   | 15  | 10  | Ret | 16  | 10   | 21†  | 13  | 12  | 10  | 13   | 13   | 11   | 11  |
| 19                                     | Ido Cohen           | Ret | 16  | Ret | 14   | 13   | 14   | 8   | 14  | 13  | 13  | 10  | 14  | 18   | 13   | 14  | 11  | 9   |      |      |      | 7   |
| 20                                     | Aaron di Comberti   | 14  | Ret | Ret | 13   | 17   | 19   | 7   | 17  | 17  |     |     |     |      |      |     |     |     |      |      |      | 6   |
| 21                                     | Tom Beckhäuser      | 11  | 14  | 12  | 10   | 10   | 13   | Ret | 16  | 16  | 15  | 12  | 12  | 13   | 20   | 11  | 14  | 13  | 11   | 11   | 12   | 4   |
| 22                                     | Sebastian Estner    | 15  | 18  | 10  | 12   | 14   | 17   | Ret | 13  | 12  | 16  | 11  | 13  | 19   | 15   |     |     |     |      |      |      | 2   |
| 23                                     | Amaury Cordeel      |     |     |     |      |      |      |     |     |     | Ret | Ret | 15  | 21   | 17   |     |     |     |      |      |      | 0   |
| Pilotos no elegibles para sumar puntos |                     |     |     |     |      |      |      |     |     |     |     |     |     |      |      |     |     |     |      |      |      |     |
| -                                      | Grégoire Saucy      |     |     |     |      |      |      |     |     |     |     |     |     | 11   | 5    |     |     |     |      |      |      | -   |
| -                                      | Federico Malvestiti |     |     |     |      |      |      |     |     |     |     |     |     | 7    | 10   |     |     |     |      |      |      | -   |
| -                                      | Petr Ptáček         |     |     |     |      |      |      |     |     |     |     |     |     |      |      |     |     |     | 8    | 9    | 10   | -   |
| -                                      | Jesse Salmenautio   | DNS | 15  | 9   |      |      |      |     |     |     |     |     |     | 23   | 19   |     |     |     |      |      |      | -   |
| -                                      | Giorgio Carrara     |     |     |     |      |      |      |     |     |     |     |     |     | 15   | 23†  |     |     |     |      |      |      | -   |
| -                                      | Václav Šafář        |     |     |     |      |      |      |     |     |     |     |     |     | 22   | 16   |     |     |     |      |      |      | -   |
| Pos                                    | Pilotos             | OSC | OSC | OSC | HOC1 | HOC1 | HOC1 | LAU | LAU | LAU | RBR | RBR | RBR | HOC2 | HOC2 | NÜR | NÜR | NÜR | HOC3 | HOC3 | HOC3 | Pts |

| Color     | Resultado                                                               |
| --------- | ----------------------------------------------------------------------- |
| Oro       | Ganador                                                                 |
| Plata     | 2.ª plaza                                                               |
| Bronce    | 3.ª plaza                                                               |
| Verde     | Finalizó en los puntos                                                  |
| Azul      | Finalizó sin puntos                                                     |
| Azul      | NC - No clasificado                                                     |
| Violeta   | Ret - No terminó (Carrera)                                              |
| Rojo      | DNQ - No se clasificó                                                   |
| Negro     | DSQ - Descalificado                                                     |
| Blanco    | DNS - No empezó (carrera)                                               |
| Blanco    | WD - Retirado (fin de semana)                                           |
| Blanco    | C - Carrera cancelada                                                   |
| Sin color | DNP - Inscrito pero no participó                                        |
| Sin color | INJ - Lesionado                                                         |
| Sin color | EX - Excluido                                                           |
| Estado    | Resultado                                                               |
| Negrita   | Pole position                                                           |
| Cursiva   | Vuelta rápida                                                           |
| †         | Abandona, pero clasifica al completar el porcentaje requerido para ello |

### Campeonato de pilotos rookie
| Pos | Pilotos          | OSC | OSC | OSC | HOC1 | HOC1 | HOC1 | LAU | LAU | LAU | RBR | RBR | RBR | HOC2 | HOC2 | NÜR | NÜR | NÜR | HOC3 | HOC3 | HOC3 | Pts |
| --- | ---------------- | --- | --- | --- | ---- | ---- | ---- | --- | --- | --- | --- | --- | --- | ---- | ---- | --- | --- | --- | ---- | ---- | ---- | --- |
| 1   | David Schumacher | 5   | 13  | 13  | 4    | 9    | 15   | 9   | 7   | 18  | 6   | Ret | 7   | 5    | 12   | 4   | 4   | 8   | 5    | 14   | 5    | 332 |
| 2   | Niklas Krütten   | 9   | 9   | 5   | Ret  | 8    | 2    | Ret | 12  | 8   | 12  | 7   | 3   | Ret  | 9    | 9   | 7   | 1   | 12   | 8    | 7    | 301 |
| 3   | Gianluca Petecof | 8   | 6   | 15  | Ret  | 18   | 12   | Ret | Ret | 9   | 7   | Ret | 17  | 6    | 7    | 5   | 6   | 2   | Ret  | 7    | 4    | 232 |
| 4   | Joey Alders      | Ret | 11  | 6   | Ret  | 5    | 11   | Ret | 8   | 14  | 11  | Ret | 10  | 9    | 6    | Ret | 10  | Ret | 9    | 10   | 15   | 202 |
| 5   | Leon Köhler      | 12  | 10  | 16  | Ret  | 12   | 16   | Ret | 10  | 10  | 14  | 9   | 11  | 17   | Ret  | 10  | 8   | Ret | Ret  | 6    | 3    | 196 |
| 6   | Ido Cohen        | Ret | 16  | Ret | 14   | 13   | 14   | 8   | 14  | 13  | 13  | 10  | 14  | 18   | 13   | 14  | 11  | 9   |      |      |      | 160 |
| 7   | Sebastian Estner | 15  | 18  | 10  | 12   | 14   | 17   | Ret | 13  | 12  | 16  | 11  | 13  | 19   | 15   |     |     |     |      |      |      | 118 |
| 8   | Jack Doohan      |     |     |     | 8    | 6    | 5    |     |     |     |     |     |     | 12   | 4    | Ret | Ret | 12  |      |      |      | 101 |
| 9   | Caio Collet      |     |     |     |      |      |      |     |     |     |     |     |     |      |      |     |     |     | 14   | 5    | 6    | 49  |
| 10  | Amaury Cordeel   |     |     |     |      |      |      |     |     |     | Ret | Ret | 15  | 21   | 17   |     |     |     |      |      |      | 14  |
| Pos | Pilotos          | OSC | OSC | OSC | HOC1 | HOC1 | HOC1 | LAU | LAU | LAU | RBR | RBR | RBR | HOC2 | HOC2 | NÜR | NÜR | NÜR | HOC3 | HOC3 | HOC3 | Pts |

### Copa de equipos
| Pos. | Equipo                | N.º. | OSC | OSC | OSC | HOC1 | HOC1 | HOC1 | LAU | LAU | LAU | RBR | RBR | RBR | HOC2 | HOC2 | NÜR | NÜR | NÜR | HOC3 | HOC3 | HOC3 | Pts |
| Pos. | Equipo                | N.º. | R1  | R2  | R3  | R1   | R2   | R3   | R1  | R2  | R3  | R1  | R2  | R3  | R1   | R2   | R1  | R2  | R3  | R1   | R2   | R3   | Pts |
| ---- | --------------------- | ---- | --- | --- | --- | ---- | ---- | ---- | --- | --- | --- | --- | --- | --- | ---- | ---- | --- | --- | --- | ---- | ---- | ---- | --- |
| 01   | US-Racing-CHRS        | 44   | 1   | 1   | DNF | 1    | 1    | 3    | 11  | 1   | 4   | 4   | 1   | 5   | 3    | 1    | 1   | 2   | 5   | 7    | 1    | 1    | 562 |
| 01   | US-Racing-CHRS        | 28   | 2   | DNF | 7   | DNF  | 7    | 1    | 3   | 4   | 3   | 9   | 3   | 6   | 14   | DNF  | 8   | 16  | DNF | 4    | 2    | 8    | 562 |
| 01   | US-Racing-CHRS        | 27   | 5   | 13  | 13  | 4    | 9    | 15   | 9   | 7   | 18  | 6   | DNF | 7   | 5    | 12   | 4   | 4   | 8   | 6    | 14   | 5    | 562 |
| 01   | US-Racing-CHRS        | 95   | 11  | 14  | 12  | 10   | 10   | 13   | DNF | 16  | 16  | 15  | 12  | 12  | 13   | 20   | 11  | 14  | 13  | 11   | 11   | 12   | 562 |
| 01   | US-Racing-CHRS        | 09   |     |     |     |      |      |      |     |     |     |     |     |     |      |      |     |     |     | 8    | 9    | 10   | 562 |
| 02   | Van Amersfoort Racing | 30   | 3   | 17  | 17  | 2    | 2    | 6    | 1   | 2   | 1   | 3   | 6   | 1   | 2    | 18   | 6   | 15  | 14  | 2    | 3    | 16   | 521 |
| 02   | Van Amersfoort Racing | 02   | 6   | 2   | 4   | 6    | 3    | 8    | DNF | DNF | 5   | 2   | 5   | 2   | 1    | 11   | 3   | 1   | 6   | 3    | DNF  | 13   | 521 |
| 02   | Van Amersfoort Racing | 21   | DNF | 4   | 3   | 7    | 4    | 4    | 10  | 5   | 2   | 5   | DNF | 8   | 8    | 8    | 7   | 5   | 4   | 1    | 4    | 2    | 521 |
| 02   | Van Amersfoort Racing | 23   | DNF | 11  | 6   | DNF  | 5    | 11   | DNF | 8   | 14  | 11  | DNF | 10  | 9    | 6    | DNF | 10  | DNF | 9    | 10   | 15   | 521 |
| 02   | Van Amersfoort Racing | 22   | 16  | 12  | 8   | DNF  | 11   | 12   | DNF | 9   | 15  | 10  | DNF | 16  | 10   | 21*  | 13  | 12  | 10  | 13   | 13   | 11   | 521 |
| 03   | Prema Theodore Racing | 74   | 4   | 3   | 2   | 5    | DNF  | 7    | 2   | 6   | 6   | 1   | 2   | 18  | 4    | 3    | 2   | 3   | 3   | 5    | DNF  | 14   | 416 |
| 03   | Prema Theodore Racing | 64   | 10  | 8   | 1   | 3    | 15   | 10   | DNF | 3   | 7   | 8   | 4   | 4   | DNF  | 2    | DNF | 9   | 7   | 10   | 12   | 9    | 416 |
| 03   | Prema Theodore Racing | 05   | 8   | 6   | 15  | DNF  | 18   | 9    | DNF | DNF | 9   | 7   | DNF | 17  | 6    | 7    | 5   | 6   | 2   | DNF  | 7    | 4    | 416 |
| 03   | Prema Theodore Racing | 33/3 |     |     |     | 8    | 6    | 5    |     |     |     |     |     |     | 12   | 4    | DNF | DNF | 12  | 14*  | 5    | 6    | 416 |
| 04   | Mücke Motorsport      | 04   | 9   | 9   | 5   | DNF  | 8    | 2    | DNF | 12  | 8   | 12  | 7   | 3   | DNF  | 9    | 9   | 7   | 1   | 12   | 8    | 7    | 275 |
| 04   | Mücke Motorsport      | 26   | 12  | 10  | 16  | DNF  | 12   | 16   | DNF | 10  | 10  | 14  | 9   | 11  | 17   | DNF  | 10  | 8   | DNF | DNF  | 6    | 3    | 275 |
| 04   | Mücke Motorsport      | 06   | DNF | 16  | DNF | 14   | 13   | 14   | 8   | 14  | 13  | 13  | 10  | 14  | 18   | 13   | 14  | 11  | 9   |      |      |      | 275 |
| 04   | Mücke Motorsport      | 34   |     |     |     |      |      |      |     |     |     | DNF | DNF | 15  | 21   | 17   |     |     |     |      |      |      | 275 |
| 05   | Neuhauser Racing      | 80   | 13  | 5   | DNF | 9    | 16   | DNF  | 5   | DNF | 19  | 17  | 8   | 9   | 16   | 14   |     |     |     |      |      |      | 104 |
| 05   | Neuhauser Racing      | 81   | 15  | 18  | 10  | 12   | 14   | 17   | DNF | 13  | 12  | 16  | 11  | 13  | 19   | 15   |     |     |     |      |      |      | 104 |
| 06   | KIC Motorsport        | 80   | 7   | DSQ | 11  |      |      |      | 4   | 15  | 11  |     |     |     | 20   | 22*  | 12  | 13  | 11  |      |      |      | 51  |
| 06   | KIC Motorsport        | 81   | DNS | 15  | 9   |      |      |      |     |     |     |     |     |     | 23   | 19   |     |     |     |      |      |      | 51  |
| 07   | KDC Racing            | 14   | DNF | 7   | 14  | 11   | DNF  | 18   | 6   | 11  | DNF |     |     |     |      |      |     |     |     |      |      |      | 49  |
| 07   | KDC Racing            | 13   | 14  | DNF | DNF | 13   | 17   | 19   | 7   | 17  | 17  |     |     |     |      |      |     |     |     |      |      |      | 49  |
| 08   | Jenzer Motorsport     | 11   |     |     |     |      |      |      |     |     |     |     |     |     | 15   | 23*  |     |     |     |      |      |      | 0   |
| 08   | Jenzer Motorsport     | 16   |     |     |     |      |      |      |     |     |     |     |     |     | 11   | 5    |     |     |     |      |      |      | 0   |
| 08   | Jenzer Motorsport     | 12   |     |     |     |      |      |      |     |     |     |     |     |     | 7    | 10   |     |     |     |      |      |      | 0   |
| 09   | Václav Šafář          | 98   |     |     |     |      |      |      |     |     |     |     |     |     | 22   | 16   |     |     |     |      |      |      | 0   |
| Pos. | Equipo                | N.º. | R1  | R2  | R3  | R1   | R2   | R3   | R1  | R2  | R3  | R1  | R2  | R3  | R1   | R2   | R1  | R2  | R3  | R1   | R2   | R3   | Pts |
| Pos. | Equipo                | N.º. | OSC | OSC | OSC | HOC1 | HOC1 | HOC1 | LAU | LAU | LAU | RBR | RBR | RBR | HOC2 | HOC2 | NÜR | NÜR | NÜR | HOC3 | HOC3 | HOC3 | Pts |